# Blue Velvet (cançó)
Blue Velvet és una cançó escrita l'any 1950 per Bernie Wayne i Lee Morris. Va ser interpretada per primera vegada el 1951 per Tony Bennett i quatre anys més tard pel grup de rhythm and blues The Clovers. El títol ha estat interpretat nombroses vegades per diferents artistes, entre ells Bobby Vinton el 1963, Trini Lopez i, el 2012, Lana Del Rey, la versió del qual es va utilitzar en un anunci de H&M.
Algunes fonts expliquen que fou escrita Bernie Wayne mentre es trobava allotjat a l'Hotel Jefferson de Richmond (Virgínia). Wayne es va inspirar en una dona vestida de vellut blau que participava en una festa que es realitzava en aquell hotel.
La cançó no figurava, inicialment, en cap àlbum de Tony Bennett. Posteriorment, es va incloure a una recopilació de les seves cançons que portaria el mateix nom, fou publicat el 1959. Blue Velvet va assolir el lloc número 16 a la llista dels més venuts "Billboard Best Selling Pop Singles Chart".